# Новое еврейское кладбище (Люблин)
 Памятник культуры Люблинского воеводства: регистрационный номер А/983 от  11 декабря 1989 года.
Новое еврейское кладбище (пол. Nowy cmentarz żydowski) — иудейское кладбище, находящееся в Люблине (Польша) на улице Валечных. Кладбище внесено в реестр охраняемых исторических памятников. Наряду со старым кладбищем новое еврейское кладбище является одним из немногих уцелевших исторических свидетельств многовекового пребывания евреев в Люблине.

## История
В 1792 году городские власти Люблина запретили делать новые захоронения на старом еврейском кладбище, которое находилось в границах города. 4 августа 1828 года еврейская община купила новый участок за пределами города. Новое еврейское кладбище было заложено в 1829 году и в то время оно находилось вне пределов Люблина.
Во время Первой мировой войны к северной стороне нового еврейского кладбища был пристроен участок еврейского военного кладбища. После занятия Люблина немецкими войсками осенью 1939 года могилы на новом еврейском кладбище были разрушены. Остались только часть каменного ограждения и два надгробия: умершего в 1933 году раввина Меира Шапиро, основателя люблинской иешивы, и умершего в 1886 году цадика Йехуды Лейба Эйгера, внука известного цадика Акибы из Познаня. Немцы использовали надгробия разрушенного кладбища для строительства так называемой «Чёрной дороги» в концентрационном лагере Майданек.
В 1958 году останки Меира Шапиро и Йехуды Лейба Эйгера были перевезены в Израиль и захоронены в Иерусалиме на кладбище Гар-Гамнохет.
После окончания Второй мировой войны городские власти выдали разрешение на строительство автомобильной дороги через кладбище, разделив его на два равных участка площадью 3,5 гектара каждый. В конце 80-х годов XX столетия кладбище находилось под попечением благотворительного фонда Сары и Манфреда Френклов. В 1989 году кладбище было внесено в реестр исторических памятников.
В 1991 году кладбище было обустроено. Оно было обнесено оградой, на месте могилы цадика Йегуды Лейба Эйгера было установлено новое символическое надгробие.
В настоящее время площадь кладбища составляет 8,6 гектара и на нём располагается около 50 символических надгробий, установленных здесь в 80-х годах XX столетия. На кладбище также находятся несколько десятков сохранившихся надгробий, найденных в Майданеке.
На кладбище находятся два памятника жертвам Холокоста. Один из памятников посвящён детям и воспитателям из еврейского детского дома, расстрелянным 29 марта 1942 года в люблинском татарском квартале.
На кладбище выделены несколько участков для современных захоронений.
На кладбище находится Дом памяти, который используется в качестве синагоги несколько раз в год для молитвы еврейскими группами из Израиля и США.

## Источник
- Przemysław Burchard: Pamiątki i zabytki kultury żydowskiej w Polsce. Warszawa: 1990, стр. 163—164.